# Лінь (міра)
Лінь (лінія, фр. ligne) — старофранцузька міра довжини. Існувало багато локальних варіацій однієї й тієї ж величини. Тут використовуємо паризький варіант. Позначається також потрійним штрихом, ‴ й використовується у годинникарів.
1 лінь = 2,2558 міліметра.